# Idiocera (Idiocera) subspuria
Idiocera (Idiocera) subspuria is een tweevleugelige uit de familie steltmuggen (Limoniidae). De soort komt voor in het Afrotropisch gebied.